# Cantone di L'Île-Bouchard
Il Cantone di L'Île-Bouchard era una divisione amministrativa dell'arrondissement di Chinon.
A seguito della riforma approvata con decreto del 18 febbraio 2014, che ha avuto attuazione dopo le elezioni dipartimentali del 2015, è stato soppresso.

## Composizione
Comprendeva i comuni di:
- Anché
- Avon-les-Roches
- Brizay
- Chezelles
- Cravant-les-Côteaux
- Crissay-sur-Manse
- Crouzilles
- L'Île-Bouchard
- Panzoult
- Parçay-sur-Vienne
- Rilly-sur-Vienne
- Sazilly
- Tavant
- Theneuil
- Trogues